# NUnit
NUnit — открытая среда юнит-тестирования приложений для .NET. Она была портирована с языка Java (библиотека JUnit). Первые версии NUnit были написаны на J#, но затем весь код был переписан на C# с использованием таких новшеств .NET, как атрибуты.
Существуют также известные расширения оригинального пакета NUnit, большая часть из них также с открытым исходным кодом. NUnit.Forms дополняет NUnit средствами тестирования элементов пользовательского интерфейса Windows Forms. NUnit.ASP выполняет ту же задачу для элементов интерфейса в ASP.NET.

## Пример
Пример теста NUnit:
```
using
 
NUnit.Framework
;

 

[TestFixture]

public
 
class
 
ExampleTestOfNUnit

{

    
[Test]

    
public
 
void
 
TestMultiplication
()

    
{

        
Assert
.
AreEqual
(
6
,
 
3
 
*
 
2
,
 
"Умножение"
);

    
}

}

```

NUnit автоматически находит метод ExampleTestOfNUnit.TestMultiplication() с помощью отражения (рефлексии)